# Boblick (Adelsgeschlecht)

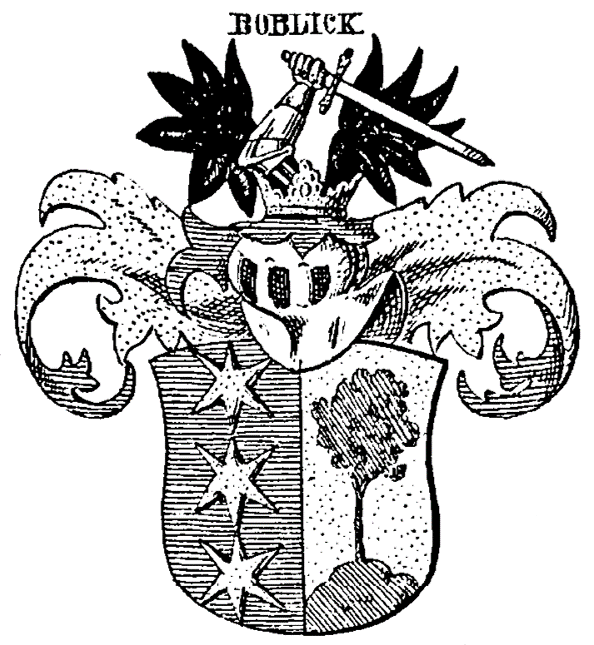
Wappen derer von Boblick bei Johann Siebmacher

Boblick ist ein erloschenes deutsches Adelsgeschlecht, das vor allem in der Oberlausitz und im Kurfürstentum Sachsen verbreitet war.

## Vertreter
- Johann Heinrich von Boblick (1655–1747), kurfürstlich-sächsischer Generalmajor
- Heinrich Adolph von Boblick (1729–1809), kurfürstlich-sächsischer General, Sohn des Vorigen

## Wappen
Blasonierung: Gespalten von Blau und Gold. Vorne übereinander drei goldene Sterne, hinten auf grünem Berg ein grüner Lindenbaum. Auf dem gekrönten Helm zwischen einem offenen schwarzen Flug ein geharnischter silberner Arm mit einem Schwert in der Faust. Die Helmdecken sind blau-golden.